# Фикарацци
Фикара́цци (итал. Ficarazzi) — коммуна в Италии, располагается в регионе Сицилия, подчиняется административному центру Палермо.
Население составляет 9674 человека (на 2004 г.), плотность населения составляет 3138 чел./км². Занимает площадь 3 км². Почтовый индекс — 90010. Телефонный код — 091.
В коммуне особо почитаем Крест Господень, празднование 14 сентября. Покровителем коммуны почитается святой Афанасий Великий.